# Лідос

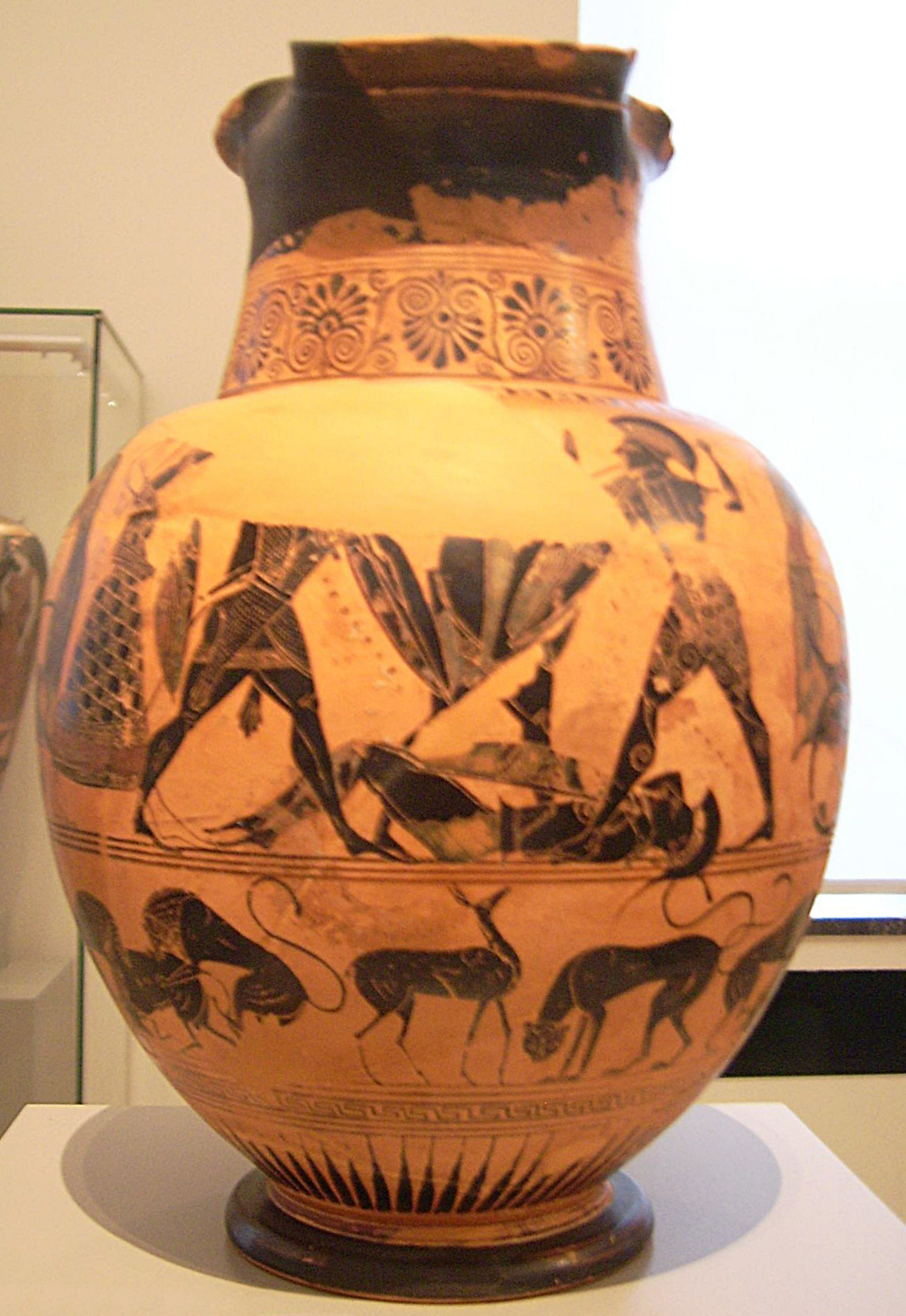
Ойнохоя в орієнталізуючому стилі, Берлінське античне зібрання

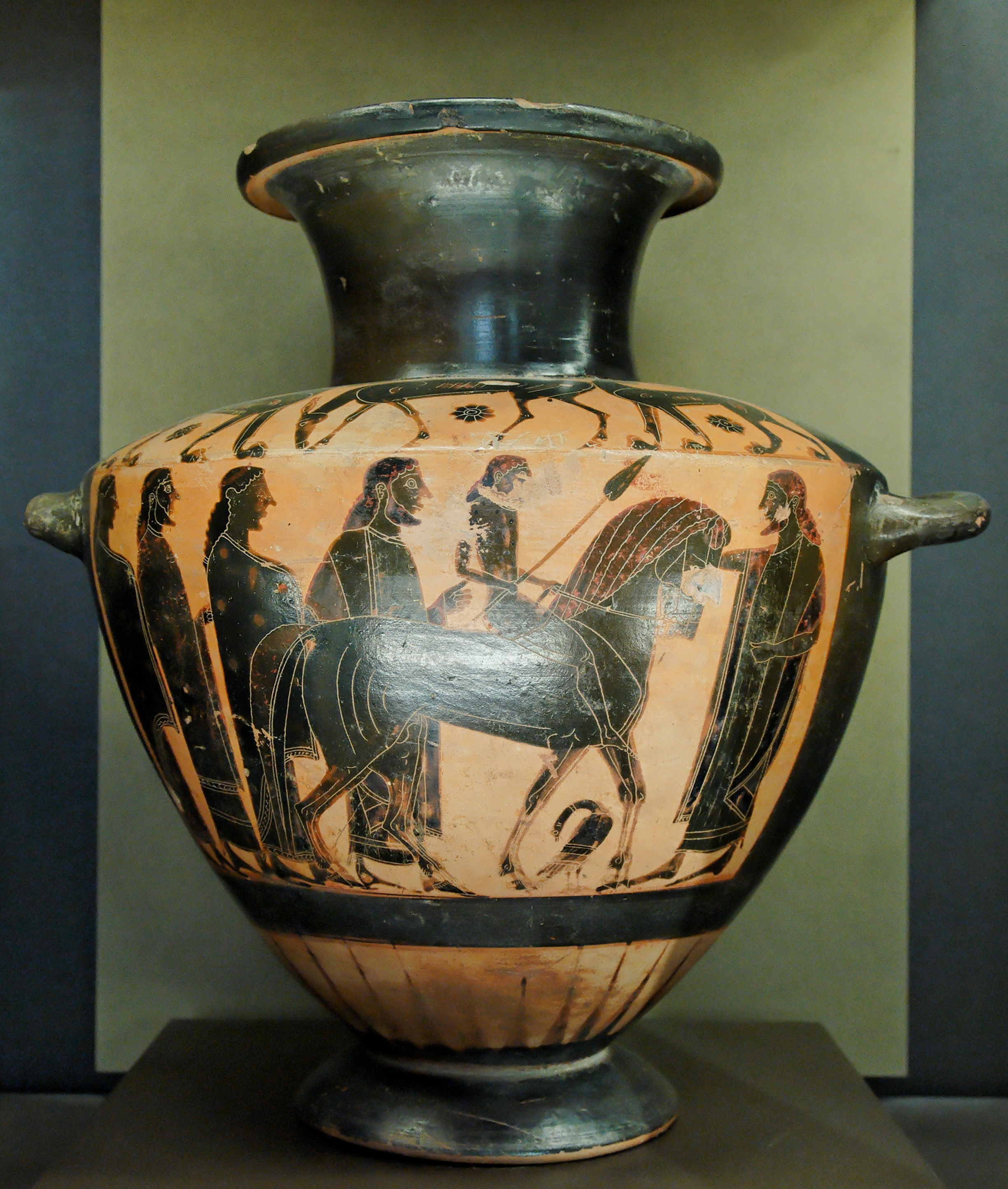
Чорнофігурна гідрія із зображенням сцени відправлення воїнів, Лувр

Лідос (грец. Ό Λυδός — лідієць) — давньогрецький аттичний вазописець, працював у чорнофігурній техніці близько 560–530 до н. е., представник так званої вазописної групи Лідоса.
Підпис Лідос збереглося на двох вазах і свідчить про походження художника з Лідії. Дослідники вважають, що Лідос прибув до Афін з Лідійського царства Креза або міг народитися в Афінах у родині вихідця з Лідії. Відомо, що вазописного ремесла Лідос навчався в Афінах.

## Характеристика манери
Атрибуція робіт Лідоса досі проблематична: Лідос був основним вазописцем в аттичній гончарній майстерні, що вирізнялася великою продуктивністю. У зв'язку з цим мистецтвознавці відносять більшість ваз до «типу Лідоса». У коло групи вазописців Лідоса віднесені Ватиканський вазописець 309 і Луврський вазописець F 6. Роботи, хоча й однорідні за стилем, часто значно різняться за якістю. Останнім послідовником Лідоса вважається Вазописець Реді.
У стилі Лідоса відчувається сильний вплив творчості його попередників, зокрема Вазописця сіанських чаш, які він також розписував. Він був останнім вазописцем з Аттики, що працював з великими вазами у коринфському стилі, прикрашаючи їх фризами із зображенням тварин. Людські фігури на вазах Лідоса нагадують роботи Клітія і його послідовників. Їх одяг розфарбований, як у Вазописця Амасіса; вони випромінюють гідність, властиву образам Ексекія. Вазописці групи Лідоса розписували не лише великі вази, їм вдавалися й мініатюрні роботи, як, наприклад, «чаші з очима». Лідосу приписується розпис чаші роботи гончара Нікосфена. У творчості Лідоса зустрічаються вази всіх форм, які виготовлялись на той час у майстернях Керамікосу, зокрема, серія поховальних пінак.
Лідос часто звертався до міфологічної тематики й ввів до репертуару аттичного вазопису кілька нових міфологічних сюжетів. Лідос часто зображає «жінок-пінгвінів», званих так за формою їх накидок зі шлейфами, що тягнуться позаду як хвости. Чоловіки у Лідоса часто одягнені у гіматії, які художник маркує косими смугами.

## Відомі твори
Одна з двох підписаних Лідосом ваз знайдена в Афінському акрополі. Це неповністю збережений дінос, який за своїм виглядом нагадує роботи Вазописця Акрополя 606 і гончара Неарха. На основному фризі зображення знаходиться чудово виконана гігантомахія. На бічних фризах зображені процесія, сцена полювання і тварини. Особливість цієї роботи Лідоса — детальність опрацювання зображення і застосування фарб. Так, у сцені процесії Лідос зобразив на щиті осу і загрозливого вигляду ніж, войовниче враження від яких пом'якшують чудові зображення звірів.
Іншим відомим твором Лідоса, що зберігається в наш час[коли?] в Музеї Метрополітен — кратер. Розміром він порівнянний з Вазою Франсуа, проте прикрашений лише одним фризом, завдяки чому фігури на зображенні досягають зросту у 25 см. Інтерес для вазописця становить не саме зображення міфологічної сцени повернення Гефеста, а відображення жестикуляції Діоніса і Гефеста і, перш за все, супроводжуючих їх сатирів і менад. При цьому майстер відмовляється від прописування другорядних деталей, що притаманно, наприклад, Клітію. Також сатири Лідоса зображені на вазі без зайвого ексгібіціонізму, властивого зображенням на вазах Вазописця Амасіса.